# Bridge Islet
Bridge Islet ist eine unbewohnte Insel von Palau.

## Geographie
Bridge Islet ist eine winzige Insel im Bereich der UNESCO-Welterbestätte Südliche Lagune der Rock Islands, (Chelbacheb-Inseln). Sie gehört zu den Ngeruktabel Islands und ist Teil eines Höhenzuges im Norden der Hauptinsel Ngeruktabel. Die Insel zeichnet sich aus durch ein Felsentor.